# Pontechianale
Pontechianale – miejscowość i gmina we Włoszech, w regionie Piemont, w prowincji Cuneo.
Według danych na rok 2004 gminę zamieszkiwało 208 osób, 2,2 os./km².